# Владислав Орліч
Владислав Роман Орліч (пол. Władysław Roman Orlicz; *24 травня 1903, с. Окоцим біля Кракова, Польща — † 9 серпня 1990, Познань, Польща)  — польський математик, доктор фізико-математичних наук, професор.

## Біографія
Владислав Орліч Роман народився в селі Окоцим біля Кракова. У його батьків, Францішка Орліча і Марії Роскнехт, було п'ятеро синів. Батько помер, коли йому було лише 4 роки.
У 1919 році сім'я переїхала до Львова, де він здобув середню освіту, а потім вивчав математику в Університеті Яна Казимира.
З 1922 по 1929 роки він працював асистентом на кафедрі математики в Університеті Яна Казимира. У 1928 році написав докторську дисертацію «Деякі проблеми теорії ортогональних рядів», під керівництвом Євстахія Зелінського. В тому же році Орліч одружився з Софією Крісік. В кінці 20-х та початку 30-х працював вчителем у приватних середніх школах та у військовій школі.
Орліч провів 1929/30 академічні роки в Геттінґенському університеті. У 1931-1937 роках викладав у Львівському технічному університеті. У 1937 році став професором Познанського університету. Другу світову війну перебув у Львові. З січня 1940 по червень 1941 та з серпня 1944 до 1945 року він викладав у Торгово-промисловій школі. Під час німецької окупації Львова (1941—1944), коли львівські університети були закриті, разом з іншими науковцями, в тому числі з Стефаном Банахом, він годував вошей в Інституті досліджень висипного тифу та вірусів професора Рудольфа Вайґла, тим самим заробляючи на життя і захищаючи себе від нацистських репресій. В березні 1945 року Орліч виїхав до Польщі, а вже в травні став викладачем до Познанського університету.
Орліч був редактором журналу Commentationes Mathematicae (1955–1990), президентом Польської математичної спілки (у 1977–1979 роках). У 1961 році був обраний дійсним членом Польської академії наук.
До виходу на пенсію в 1974 році він працював у Познанському університеті та в Інституті математики Польської академії наук. Орліч помер 9 серпня 1990 року в Познані, Польща.

## Науковий доробок
Основні роботи відносяться до функціонального аналізу та його розділів, зокрема до області ортогональних рядів. Разом з С. Мазуром розвинув теорію лінійних топологічних просторів, більш загальних ніж банахові простори. Створив також теорію функціональних просторів (простори Орліча). Заснував в Познані математичну школу. Разом зі С.Банахом створив львівську школу функціонального аналізу.

## Нагороди
- Премія Польської математичної спілки (1948),
- «Золотий хрест заслуги» (1954),
- Командорський Хрест ордена Відродження Польщі (1958),
- Почесний член Польської математичної спілки (1973),
- Премія Фонду Альфреда Южиковського (1973),
- Медаль Коперника Польської академії наук (1973),
- Орден Шановного вчителя (1977),
- Медаль Варшавського університету (1979),
- Медаль Комісії народної освіти (1983),
- Державна індивідуальна премія (другого ступеня у 1952 році, першого ступеня у 1966 році).